# Réserve naturelle de Tianmushan
La réserve naturelle de Tianmushan (chinois : 浙江天目山国家级自然保护区 天目山国家级自然保护区 ; pinyin : zhèjiāng tiānmù shān guójiā jí zìrán bǎohù qū ; litt. « réserve naturelle nationale du mont Tianmu au Zhejiang ») est une réserve située autour du mont Tianmu, dans le District de banlieue de Lin'an à Hangzhou, dans la province du Zhejiang en Chine, à environ 230 km au sud-ouest de Shanghai. Elle a été reconnu comme réserve de biosphère en 1996. L'office national des forêts de Chine (zh) est chargé de sa gestion.
C'est sur ce mont qu'est cultivé le thé longjing.

## À voir
- Mont Mogan (aussi appelé Moganshan)